# مورومبه
مورومبه (به لاتین: Morombe) یک منطقهٔ مسکونی در ماداگاسکار است که در مورومبه واقع شده‌است. مورومبه ۲۲٬۶۲۵ نفر جمعیت دارد و ۷ متر بالاتر از سطح دریا واقع شده‌است.